# Konuvere
Konuvere est un village de la Commune de Märjamaa du Comté de Rapla en Estonie.